# راسيل هولند
راسيل هولند (بالإنجليزية: Russell Holland)‏ مواليد 9 ديسمبر 1983 في سيدني، هو متسابق دراجات نارية أسترالي. نافس في سباقات بطولة العالم لفئة 250 سي سي ولفئة 50 سي سي. كما شارك في بطولة العالم للسوبربايك وبطولة العالم للسوبرسبورت.

## روابط خارجية
- راسيل هولند على موقع WorldSBK.com (الإنجليزية)